# Palihan
Palihan is een bestuurslaag in het regentschap Kulon Progo van de provincie Jogjakarta, Indonesië. Palihan telt 1964 inwoners (volkstelling 2010).